# برگ‌ماهیان
برگ‌ماهیان (نام علمی: Polycentridae) نام یک تیره از راسته سوف‌ماهی‌سانان است.